# إيناكي جودوي
إيناكي جودوي جاسو (من مواليد 25 أغسطس 2003) هو ممثل مكسيكي معروف بدوره كخوان رويز في The Imperfects (2022) ومونكي دي لوفي في النسخة الواقعية لـ نتفليكس من مسلسل ون بيس (2023).

## روابط خارجية
- إيناكي جودوي في قاعدة بيانات الأفلام على الإنترنت